# O Clube do Filme
O Clube do Filme (em inglês: The Film Club) é um livro do escritor canadense David Gilmour, lançado em 2007, que trata da educação dada pelo próprio autor a seu filho adolescente, trocando a escola regular pelo compromisso de assistir três filmes por semana.
Traduzido e lançado no Brasil em 2009 pela Intrínseca, o livro foi o oitavo mais vendido no Brasil em 2009 na categoria "Não-ficção", conforme levantamento da Revista Veja.